# Gravitino
Das Gravitino {\displaystyle {\tilde {G}}} ist ein hypothetisches Elementarteilchen. In Modellen, die das Standardmodell um allgemeine Relativitätstheorie und Supersymmetrie erweitern, ist das Gravitino der supersymmetrische Partner des ebenfalls hypothetischen Gravitons {\displaystyle G\!\,}.
Das Gravitino ist ein Fermion mit Spin 3/2, seine Masse liegt entweder im Bereich keV/c² oder TeV/c²; zum Vergleich: die Masse des Protons beträgt 0,94 GeV/c².
Falls Gravitinos existieren und schwer sind (TeV/c²), spielten sie nur im frühen Universum eine Rolle, insbesondere für die Baryogenese. Andernfalls (keV/c²) können sie auch im heutigen Universum eine Rolle spielen.

## Leichtes Gravitino
Wenn das Gravitino das leichteste supersymmetrische Elementarteilchen (LSP) ist und die R-Parität (nahezu) erhalten bleibt, was implizieren würde, dass das LSP (nahezu) stabil wäre, könnten viele – oder alle – supersymmetrische Teilchen mit nennenswerter Breite in ihren Standardmodell-Superpartner und ein Gravitino zerfallen. Das eröffnet unterschiedliche Möglichkeiten:
- Die Zerfälle in ein Gravitino könnten in Teilchenbeschleunigern nachgewiesen werden. Dies kann im Falle kurzer Lebensdauern der Superpartner durch Zerfall im Inneren des Detektors geschehen. Im Fall längerer Lebensdauern besteht die Idee, Charginos außerhalb des Detektors zu stoppen, um sie dort zerfallen zu lassen. Prinzipiell kann das Gravitino direkt in Teilchenkollisionen erzeugt werden, wofür oft ein Monojet-Signal erwartet wird (eine Energiedeposition in nur einer Region des Detektors und fehlende Energie durch das nicht detektierte Gravitino). Die Wahrscheinlichkeit für eine solche Produktion sinkt mit zunehmender Masse des Gravitinos, woraus sich untere teilchenphysikalische Grenzen für die Gravitinomasse angeben lassen.
- In den meisten supersymmetrischen Modellen ist das leichteste Neutralino ein Kandidat für Dunkle Materie, da viele Zerfälle in diesem Teilchen enden; die Particle Data Group gab 2019 als experimentelle untere Grenze für seine Masse 46 GeV/c² an.[1] Ein ausreichend leichtes Gravitino (keV/c²) könnte die Rolle des LSP übernehmen und damit ein Kandidat für die Dunkle Materie werden.